# みらいへ

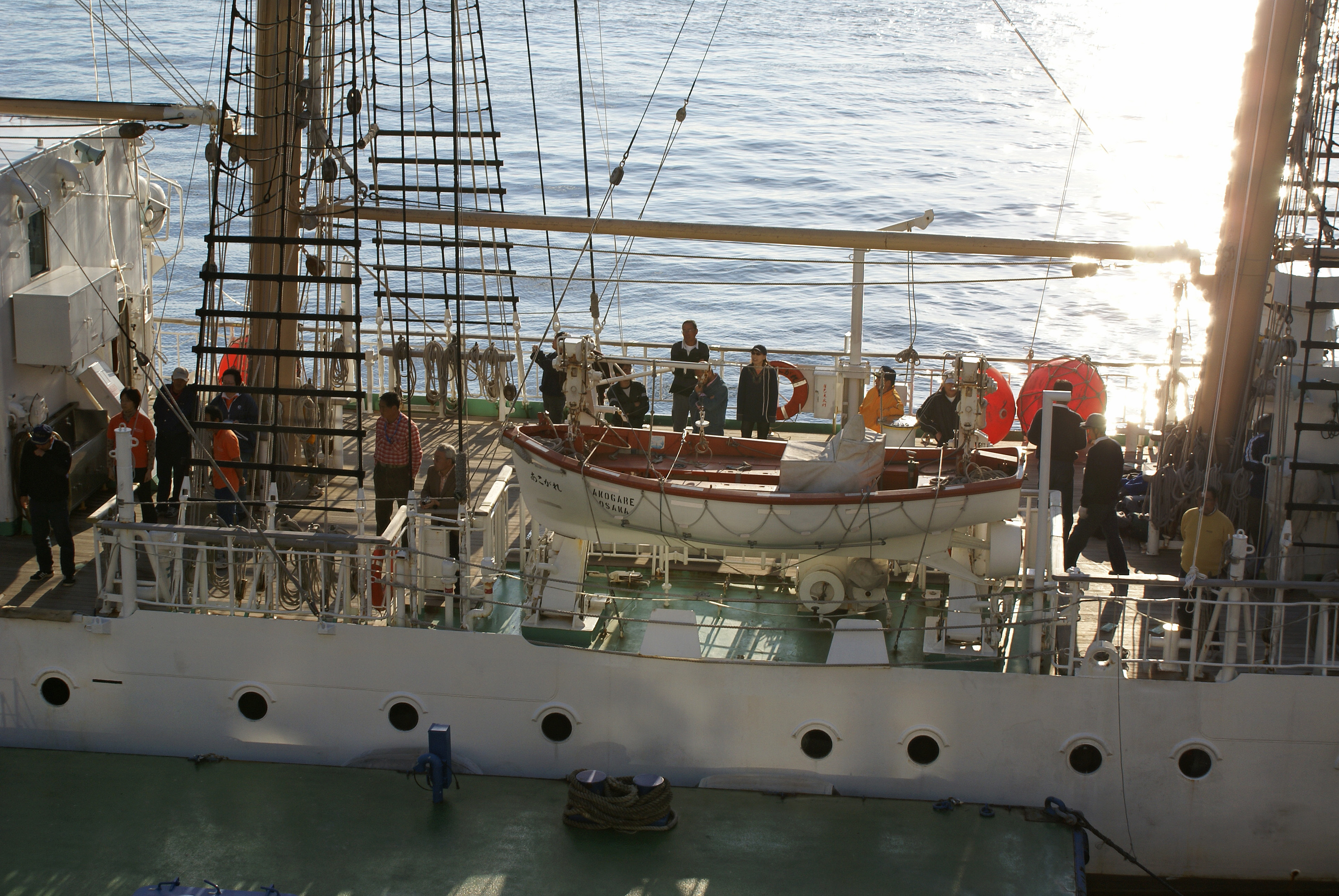
デッキ

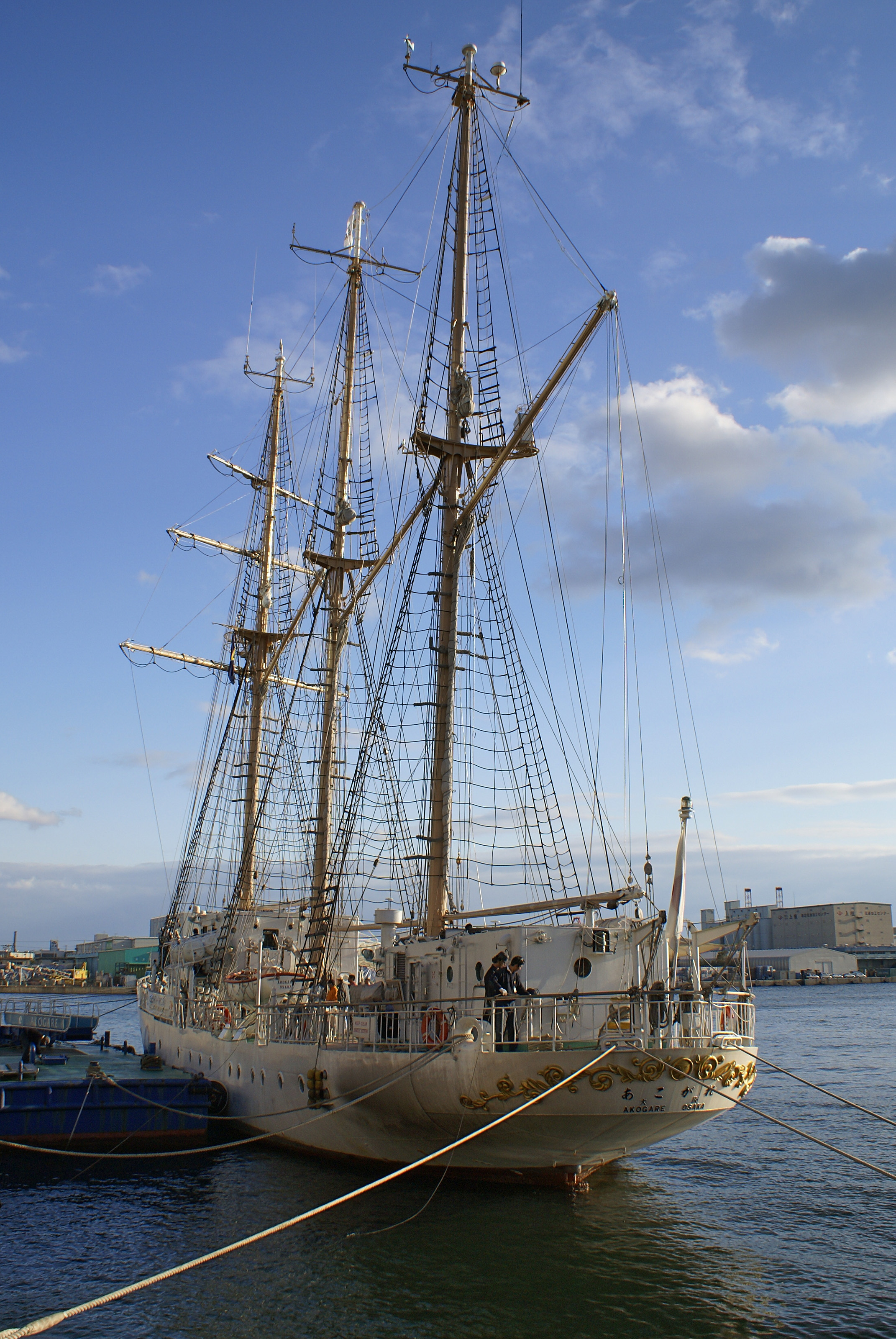
大阪南港に接岸中の本船

みらいへは、特定非営利活動法人ゼリ・ジャパンが保有する航海練習船。

## 概要
1993年に「あこがれ」として就航、大阪市が保有して大阪南港の「ATCオズ岸壁」を定係地として「セイル・トレーニング事業」に使用していた。
一般市民が航海を体験できた日本で唯一の帆船（スクーナー）であった。船名は一般公募で選ばれた。
日本で唯一、誰でも乗れる帆船（小学4年生以上、上限はなし）としてクルージング的な要素の強い1日コース、エンジンを停止して帆走を行い高所での展畳帆作業などやや本格的な内容となる入門宿泊コース（1泊2日 - 3泊4日まで）、乗船者が乗組員の指導の下で操船等を行う航海型コースの3コースが設定されていた。
基本的には大阪南港を母港として運航を行っていたが、長崎帆船まつりなど各地や日本国外でのイベントにも参加することもあった。
2011年に大阪市長に就任した橋下徹による一連の市政改革の一環により、2012年末をもって運航を終了、「セイル・トレーニング事業」も同年度末をもって廃止された。その後、船舶は競売に掛けられ、個人に売却された。これに対しては有識者による憂慮の意図も含めた「MJCマリン大賞」（マリンジャーナリスト会議が主催、2013年3月）の授与がなされたほか、主に高校生の人材育成を目的とした航海を行うため同船を取得する構想もあったが実現しなかった。
売却された「あこがれ」は2014年7月5日から、船名を「みらいへ」に変え、神戸港を母港に体験航海事業を再開している。

### 遠洋航海
- 1994年4月8日 - 処女航海、行き先は姉妹都市の上海。
- 1995年3月 - 第3回メルボルン大阪ダブルハンドヨットレースのスタート船として参加するために、 大阪→グアム→フィジー→オークランド→シドニー→メルボルンと寄港。
- 1995年8月 インドネシア独立50周年記念「セイル・インドネシア'95」に参加。
- 1997年3～5月 大阪市主催アジア初の国際帆船レース「SAIL OSAKA '97」にホスト船として参加。
- 2000年12月25日 - 日本の帆船として初めて世界一周航海を達成（ワールドセイル2000）。

#### ワールドセイル2000
大阪市によるオリンピック誘致活動の一環として行われた航海。日本の帆船として初めて世界一周航海（東回りヨーロッパ航路）を達成した。また途中、国際帆船レース「トールシップス2000」など各国の祭典にも参加した。
- 航海日数 - 261日
- 航海距離 - 約28,600海里（約53,000km）
- 航路 - 4月9日 出航→ホノルル→サンフランシスコ→バルボア→ボストン（Sail Boston 2000に参加）→ハリファックス（Tall Ships 2000 Halifaxに参加）→アイマウデン→アムステルダム（Sail 2000 Amsterdamに参加）→ル・アーブル（姉妹港20周年行事に参加）→リスボン→ジブラルタル海峡通過→バルセロナ→ピレウス→スエズ運河通航→マスカット→シンガポール→12月25日 大阪南港ATCオズ岸壁帰港

## 設計
3本マストのトップスルスクーナーで、船型は全通平甲板型である。帆装は横帆3枚（約215m2）、縦帆10枚（約568m2）、総帆13枚（約783m2）で、メインマスト高さは上甲板上約30mである。 

## エピソード
- 2014年9月6日および7日に横浜で開催されたヨットレース「タモリカップ2014」にて旗艦を務め、名誉艦長としてタモリが座乗した[8]。
- 建造のきっかけは、1983年10月に開催された大阪世界帆船まつり'83である。[9]

## 画像

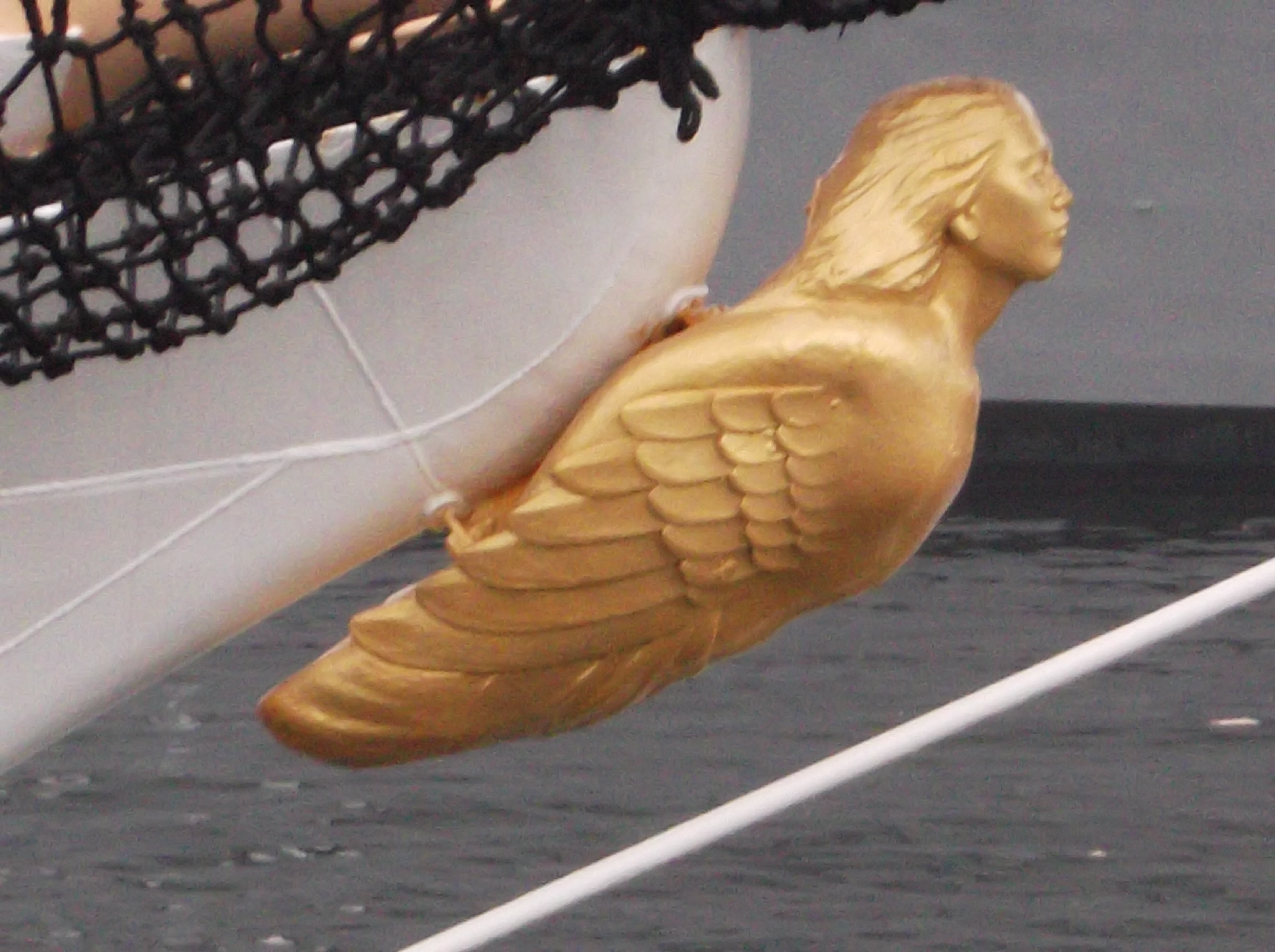
帆船あこがれ　船首像
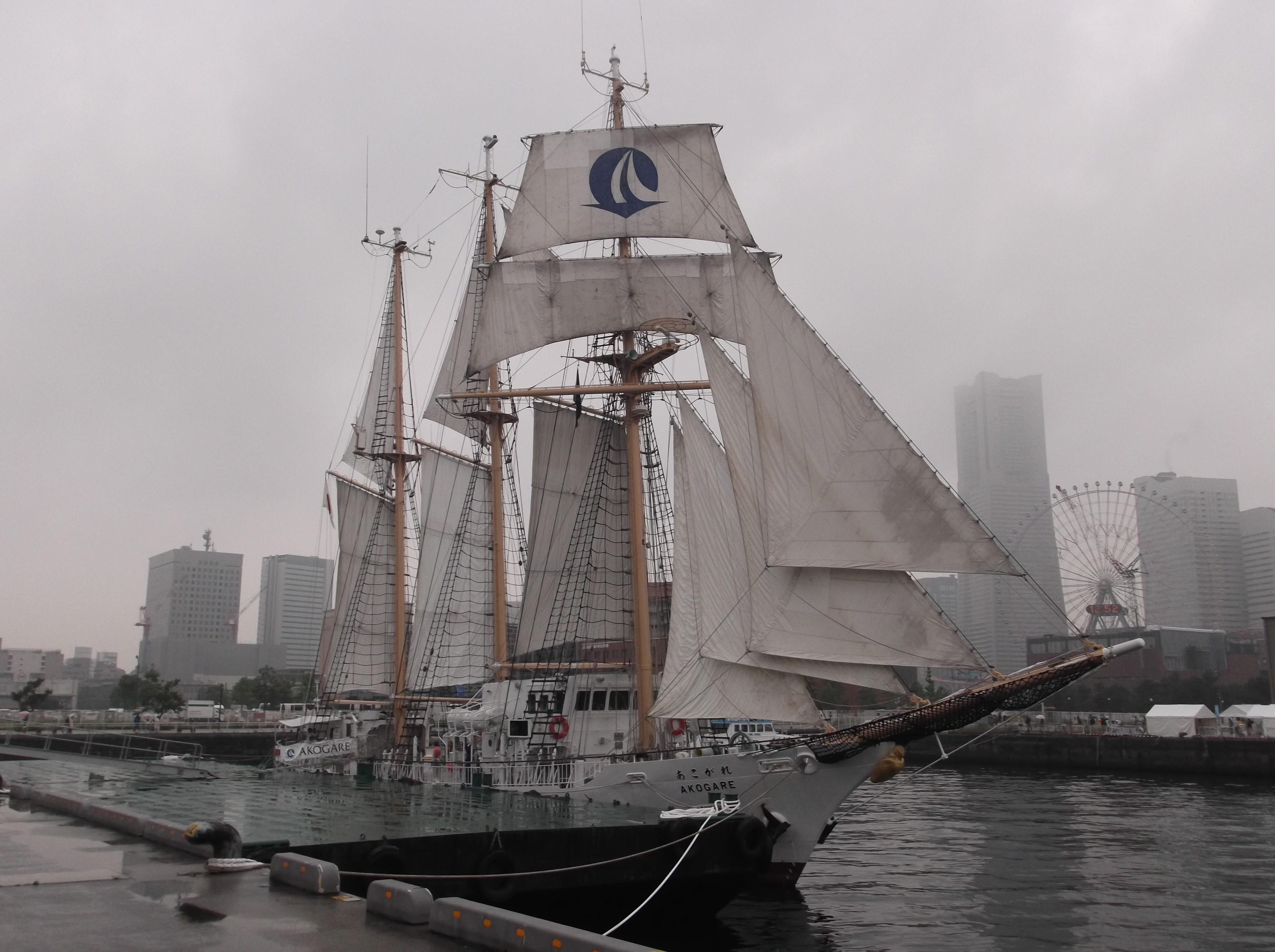
帆船あこがれ、横浜港でセイルドリル、前方から
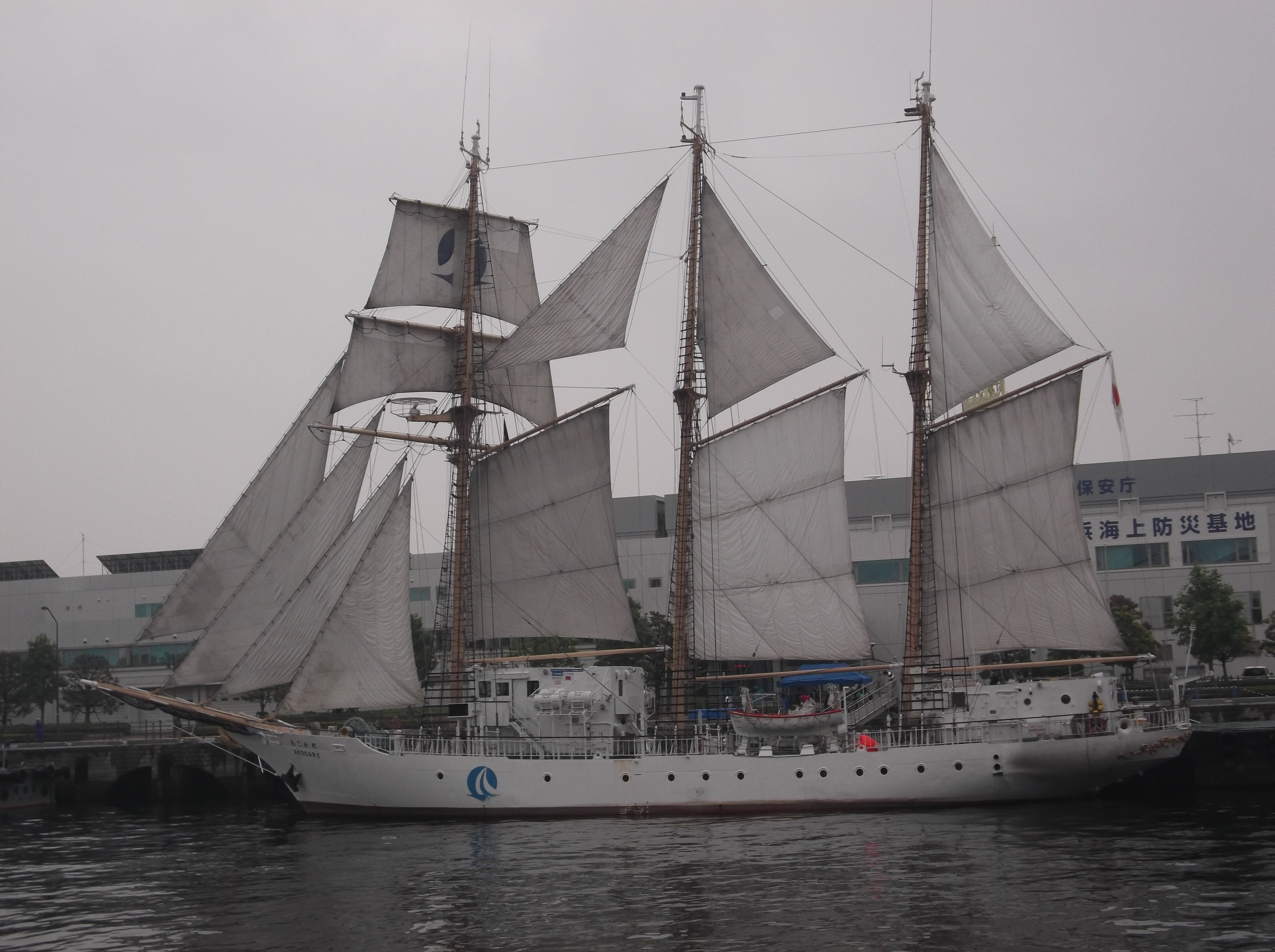
帆船あこがれ、横浜港でセイルドリル、横から
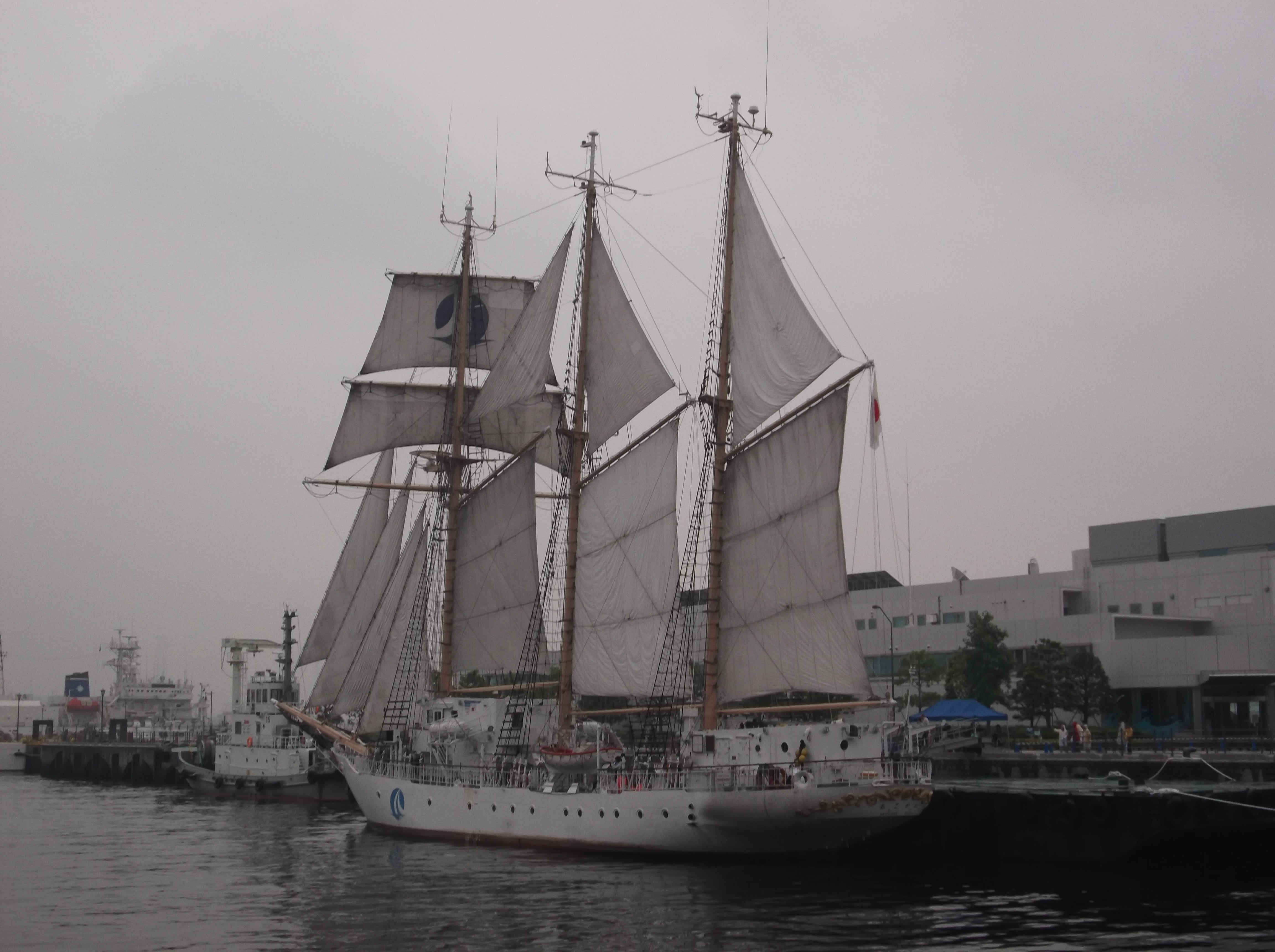
帆船あこがれ、横浜港でセイルドリル、後方から
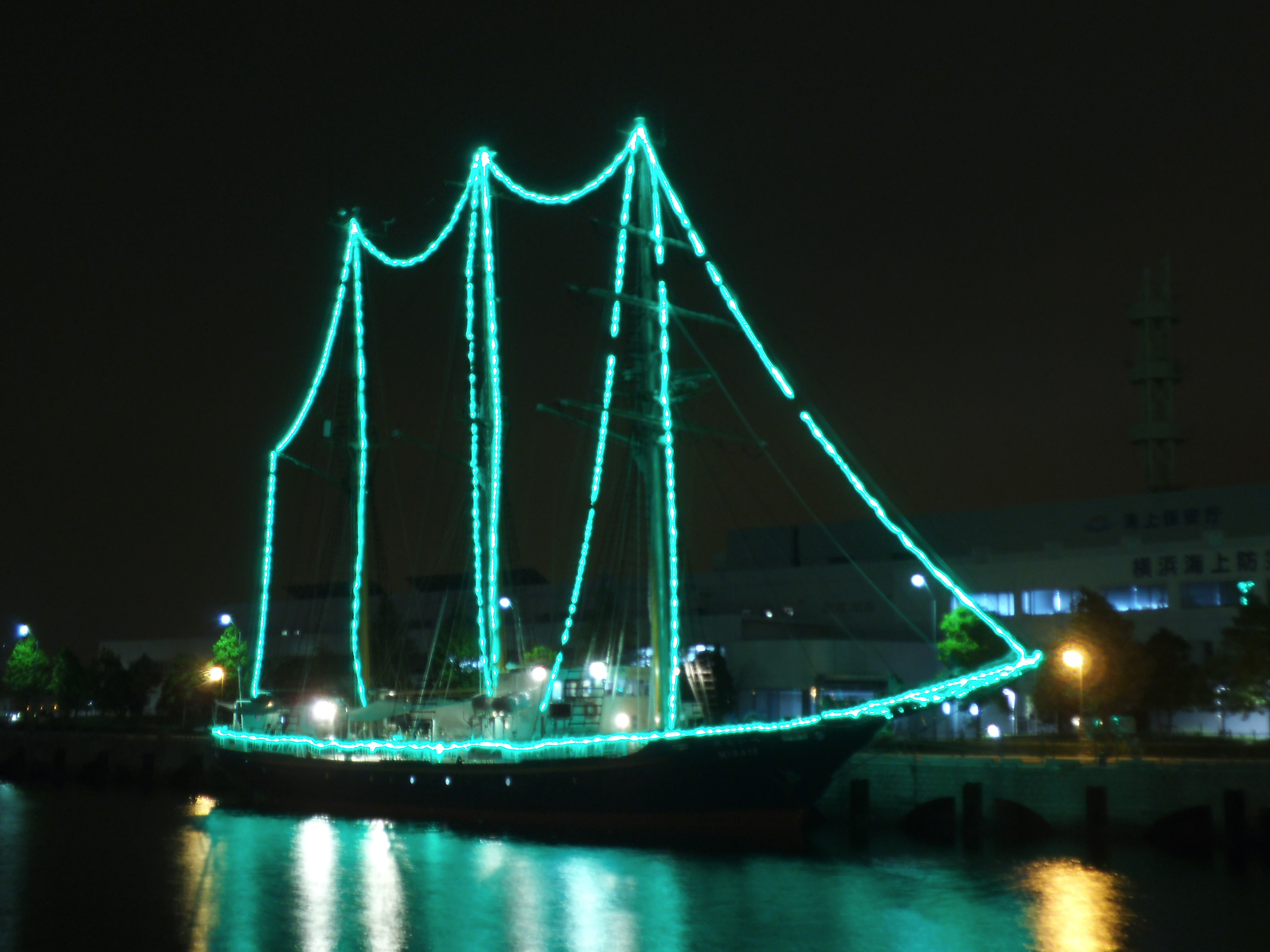
帆船みらいへ、横浜港でライトアップ